# L.A. Express
Le L.A. Express était un ensemble américain de jazz fondé en 1973 comme accompagnement pour le saxophoniste ténor Tom Scott. Il était à l'origine formé de Max Bennett (basse), John Guerin (batterie), Larry Carlton (guitare) et Joe Sample (claviers). Ils enregistrent ainsi l'album Tom Scott & the L.A. Express.
Durant la même période, ils participent aux albums Court and Spark, Miles of Aisles et The Hissing of Summer Lawns de Joni Mitchell et à plusieurs autres disques comme Dark Horse de George Harrison. En 1976, Tom Scott quitte le groupe, qui enregistre toutefois deux albums en son propre nom : L.A. Express et Shadow Play, tous deux en 1976.
Tom Scott a reformé le L.A. Express en 1999, sans les musiciens d'origine.